# Специална теория на относителността
Специалната теория на относителността (СТО) е теория във физиката, описваща измерванията в инерциални отправни системи при еднаква стойност на скоростта на светлината (c) във всяка от тях, независимо от състоянието на движение на нейния източник, и превръща скоростта на светлината от свойство на определено явление във фундаментална характеристика на пространство-времето. Тя обобщава Принципа на относителност на Галилей от областта на механиката до всички физични закони, включително тези на електродинамиката. Теорията е изложена през 1905 година от Алберт Айнщайн в „Електродинамика на движещите се тела“ и се основава на по-ранните приноси на Хендрик Лоренц, Анри Поанкаре и други.
Специалната теория на относителността има широк кръг от следствия, които са експериментално потвърдени, включително и неитуитивни явления, противоречащи на класическия възглед, че продължителността на времевите интервали е еднаква за всички наблюдатели, като скъсяването на дължините, забавянето на времето и относителността на едновременността. Предвижданията на специалната теория на относителността съвпадат до голяма степен с Нютоновата механика в тяхната обща област на приложение, по-конкретно при експерименти, в които скоростите са малки, сравнени със скоростта на светлината.
В съчетание с други физични закони, постулатите на специалната теория на относителността водят до предвиждането за еквивалентност на материя и енергия, изразено с известната формула E = mc2. Следствие на тази зависимост е невъзможността частица, която има маса на покой, да бъде ускорена до скоростта на светлината.
Теорията се нарича специална, защото прилага принципа на относителността само до частния случай на инерциални отправни системи – отправни системи, които се движат с постоянна скорост една спрямо друга. По-късно Алберт Айнщайн развива и обща теория на относителността, за да приложи принципа и към по-общия случай на ускоряващи се отправни системи и да отчете въздействието на гравитацията. Общата теория на относителността допуска локалната приложимост на специалната теория, както и в релативистични ситуации, в които гравитацията не е значим фактор.

## Постулати
Алберт Айнщайн възприема две аксиоматични твърдения, върху които изгражда теорията:
- Скоростта на светлината във вакуум е константа, като има една и съща стойност във всички инерциални отправни системи.
- Физичните закони не се променят независимо от избора на отправна система (т. нар. инвариантност на физичните закони).

Специалната теория на относителността се извежда не само от тези два явни постулата, но и няколко неявни допускания, използвани в почти всички физични теории (вижте Теза на Дюем-Куейн), като изотропията и еднородността на пространството и независимостта на измервателните инструменти от тяхното минало.
След първоначалното изложение на специалната теория от Айнщайн през 1905 година се появяват множество алтернативни формулировки на нейните постулати. Въпреки това най-често използваната форма остава тази, описана първоначално от Айнщайн. Самият той по-късно прави по-математическа формулировка на принципа на относителността, в която въвежда и концепцията за простота: „Ако координатната система K е избрана така, че спрямо нея физичните закони са изпълнени в своята най-проста форма, то същите закони са изпълнени спрямо всяка друга координатна система K', извършваща равномерно транслационно движение спрямо K.“
Друга формулировка на постулатите на теорията е инвариантността на физичните закони спрямо лоренцови преобразувания. Айнщайн пише: „Универсалният принцип на специалната теория на относителността се съдържа в постулата: Законите на физиката са инвариантни спрямо лоренцови трансформации (като преминаването от една инерциална система към всяка друга произволно избрана инерциална система).“ Така много съвременни интерпретации на теорията се базират на единствения постулат за универсалната лоренцова ковариантност или на еквивалентния постулат на пространството на Минковски.
От принципа на относителността, без да се отчита инвариантността на скоростта на светлината, следва, че пространствено-времевите трансформации между инерциалните системи са евклидови, галилееви или лоренцови. В случая на лоренцови трансформации се стига до извода за запазване на релативистичния интервал и за наличие на крайна максимална скорост. Експериментите показват, че тази скорост е скоростта на светлината във вакуум.
Приемането на принципа на инвариантната скорост на светлината е мотивирано от електромагнитната теория на Максуел и отсъствието на емпирично потвърждение за съществуването на етер, а не на експеримента на Майкелсън-Морли, както често се смята. Въпреки това този опит допринася за широкото и бързо налагане на мнението, че скоростта на светлината е постоянна.